# Pierre de Pelleport

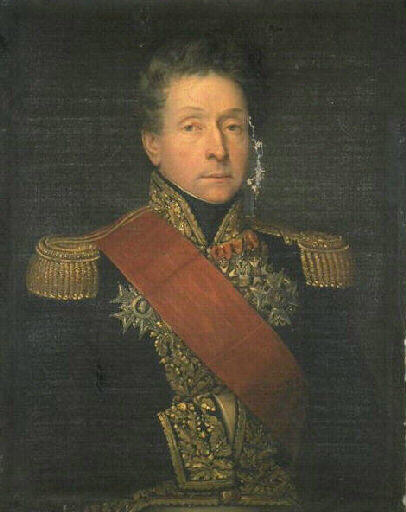
Pierre Pelleport

Pierre de Pelleport (* 26. Oktober 1773 in Montréjeau; † 15. Dezember 1855 in Bordeaux) war ein französischer Général de division.

## Leben und Wirken
Mit 20 Jahren trat Pelleport am 24. Juni 1793 in die Armee ein. Er konnte sich schon bald durch Tapferkeit auszeichnen und wurde schon früh ein Anhänger Napoleons. Als dieser 1796 Krieg gegen Italien führte, nahm Pelleport unter dem Kommando von General Jacques Bernard d’Anselme ebenfalls daran teil.
Er kämpfte bei Montenotte (12. April 1796), Lodi (10. Mai 1796), Arcole (15./17. November 1796) und Rivoli (14./15. Januar 1797) und wurde seiner Tapferkeit wegen auch befördert.
Als Napoleon 1798 seinen Krieg gegen Ägypten plante, war Pelleport ebenfalls dabei. Er nahm an der Belagerung von Akkon (März/Mai 1799) teil und wurde in der Schlacht bei Abukir (25. Juli 1799) verwundet. Vor Heliopolis (20. März 1800) führte er als Capitaine ein eigenes Kommando und nach der Schlacht bei Alexandria (31. August 1801) konnte er nach Frankreich zurückkehren.
Nach weiteren Beförderungen kam Pelleport mit der Grande Armée nach Österreich und nahm u. a. an den Kämpfen bei Mehrnbach (30. Oktober 1805) und Dürnstein (11. November 1805) teil.
Im darauffolgenden Jahr kämpfte Pelleport in Preußen: bei Saalfeld (10. Oktober 1806), Jena (14. Oktober 1806) und Preußisch Eylau (7./8. Februar 1807).
Zu Beginn des fünften Koalitionskrieges kam Pelleport im Rang eines Colonels in den Stab von Napoleon und nahm u. a. an den Kämpfen bei Aspern (21./22. Mai 1809) und Wagram (5./6. Juli 1809) teil. Nach dem Waffenstillstand von Znaim (12. Juli 1809) konnte er wieder nach Frankreich zurückkehren.
Als Napoleon 1812 seinen Russlandfeldzug plante, kam Pelleport in den Stab von Marschall Michel Ney. Er kämpfte vor Valutino (19. August 1812), Mogiljow (23. Juli 1812), Kljastizy (28./29. Juli 1812) und Borodino (7. September 1812). Nach dem Brand von Moskau war er u. a. an den Gefechten bei Malojaroslawez (24. Oktober 1812), Wjasma (3. November 1812) und an der Beresina (26./28. November 1812) beteiligt.
Im darauffolgenden Jahr kämpfte Pelleport vor Großgörschen (2. Mai 1813) – der ersten Schlacht nach dem Krieg in Russland – vor Bautzen (20./21. Mai 1813) und vor Leipzig (16./19. Oktober 1813), wo er auch verwundet wurde.
Zum Jahreswechsel 1813/14 konnte Pelleport seinen Dienst wieder aufnehmen und kämpfte u. a. bei Brienne (29. Januar 1814) und Champaubert (10. Februar 1814). Er half mit, Paris zu verteidigen (30. März 1814) und wurde dabei in Buttes-Chaumont wiederum verwundet.
Nach Napoleons Abdankung (→Abdikation) wandte sich Pelleport den Bourbonen zu und unterstützte König Ludwig XVIII. Während Napoleons „Herrschaft der Hundert Tage“ stand er im Stab von General Jacques-Laurent Gilly und in der Restauration wurde Pelleport Mitglied des Conseil supérieur de la guerre.
Als 1823 Frankreich zum Krieg gegen Spanien rüstete, holte Louis-Antoine d’Artois, duc d’Angoulême General Pelleport in seinen Stab. Dieser konnte sich wiederum in den Kämpfen bei Campillo de Arenas (25. Juli 1823) und Trocadero (31. August 1823) durch Tapferkeit beweisen.
1826 heiratete Pelleport in Bordeaux Élisabeth Burète und hatte mit ihr einen Sohn: Charles de Pelleport-Burète (1827–1900).
An den Ereignissen der Julirevolution von 1830 war Pelleport nicht mehr beteiligt. 1834 übernahm er einige Aufgaben in der Militärverwaltung und am 25. Dezember 1841 ernannte ihn König Louis-Philippe I. zum Pair von Frankreich. Im darauffolgenden Jahr übernahm Pelleport als Nachfolger von David Johnston das Amt des Bürgermeisters von Bordeaux; gab dieses Amt aber bereits nach wenigen Wochen wieder ab.
Anschließend holte man ihn in den Conseil général de la Gironde (→ Generalrat). 1848 gab er nach der Februarrevolution alle seine Ämter auf und wurde am 30. Mai desselben Jahres offiziell in den Ruhestand verabschiedet.
General Pierre de Pelleport starb fünfzig Tage nach seinem 82. Geburtstag am 15. Dezember 1855 in Bordeaux und fand dort auf dem Cimetière de la Chartreuse seine letzte Ruhestätte.

## Ehrungen
- 1801 Ritter der Ehrenlegion
- 1809 Offizier der Ehrenlegion
- 4. Januar 1810 Baron de l’Émpire
- Oktober 1813 Ritter des Ordens der Eisernen Krone
- 1814 Ritter des Ordre royal et militaire de Saint-Louis
- 1823 Kommandeur des Ferdinandsordens
- 1823 Großoffizier der Ehrenlegion
- Sein Name findet sich am östlichen Pfeiler (19. Spalte) des Triumphbogens am Place Charles-de-Gaulle (Paris)
- Die Rue Pelleport in Paris (20. Arrondissement)  und die im selben Arrondissement gelegene Metrostation Pelleport wurden nach ihm benannt.
- Die Rue Pelleport in Bordeaux wurde ebenfalls nach ihm benannt.

## Schriften (Auswahl)
- Souvenirs militaires et intimes. 1793–1853. Paris 1857.